# Olympische Jugend-Winterspiele 2020/Teilnehmer (Andorra)
| Gelbes Symbol für Goldmedaillen mit stilisierten Olympischen Ringen | Graues Symbol für Silbermedaillen mit stilisierten Olympischen Ringen | Braundes Symbol für Bronzemedaillen mit stilisierten Olympischen Ringen |
| ------------------------------------------------------------------- | --------------------------------------------------------------------- | ----------------------------------------------------------------------- |
| —                                                                   | —                                                                     | —                                                                       |

Andorra nahm an den Olympischen Jugend-Winterspielen 2020 in Lausanne mit drei Athleten (zwei Jungen und ein Mädchen) in zwei Sportarten teil.

## Teilnehmer nach Sportarten

### Ski Alpin
| Athleten          | Wettbewerbe  | 1. Lauf     | 1. Lauf | 2. Lauf     | 2. Lauf | Gesamt      | Gesamt |
| Athleten          | Wettbewerbe  | Zeit        | Rang    | Zeit        | Rang    | Zeit        | Rang   |
| ----------------- | ------------ | ----------- | ------- | ----------- | ------- | ----------- | ------ |
| Jungen            |              |             |         |             |         |             |        |
| Ty Acosta         | Riesenslalom | 1:06,14 min | 22      | 1:06,77 min | 23      | 2:12,91 min | 22     |
| Ty Acosta         | Slalom       | 40,16 s     | 29      | 41,55 s     | 19      | 1:21,71 min | 21     |
| Ty Acosta         | Super-G      | –           | –       | –           | –       | 57,90 s     | 37     |
| Ty Acosta         | Kombination  | 57,90 s     | 37      | 36,79 s     | 28      | 1:34,69 min | 27     |
| Mädchen           |              |             |         |             |         |             |        |
| Carla Mijares Ruf | Riesenslalom | 1:07,17 min | 19      | 1:07,98 min | 22      | 2:15,15 min | 22     |
| Carla Mijares Ruf | Slalom       | 45,91 s     | 6       | 44,90 s     | 7       | 1:30,81 min | 6      |
| Carla Mijares Ruf | Super-G      | –           | –       | –           | –       | 59,12 s     | 29     |
| Carla Mijares Ruf | Kombination  | 59,12 s     | 29      | 45,68 s     | 33      | 1:44,80 min | 29     |

### Skibergsteigen
| Athleten                                                | Wettbewerbe | Qualifikation | Qualifikation | Viertelfinale | Viertelfinale | Halbfinale  | Halbfinale | Finale        | Finale        | Rang |
| Athleten                                                | Wettbewerbe | Zeit          | Rang          | Zeit          | Rang          | Zeit        | Rang       | Zeit          | Rang          | Rang |
| ------------------------------------------------------- | ----------- | ------------- | ------------- | ------------- | ------------- | ----------- | ---------- | ------------- | ------------- | ---- |
| Jungen                                                  |             |               |               |               |               |             |            |               |               |      |
| Oriol Olm                                               | Einzel      | –             | –             | –             | –             | –           | –          | DNF           | DNF           | DNF  |
| Oriol Olm                                               | Sprint      | 2:44,53 min   | 1             | 2:42,80 min   | 1             | 2:45,46 min | 5          | ausgeschieden | ausgeschieden | 9    |
| Mixed                                                   |             |               |               |               |               |             |            |               |               |      |
| Welt 2 Suolang Quzhen Liang Qifan Yu Jingxuan Oriol Olm | Staffel     | –             | –             | –             | –             | –           | –          | 39:20 min     | 7             | 7    |